# Lluís de Quadras i Feliu
Lluís de Quadras i Feliu (Catalunya, s. XIX - s. XX) va ser un excursionista i dirigent esportiu català, que fou president del Centre Excursionista de Catalunya.
Germà d'Ignasi de Quadras Feliu, president de la Federació Catalana de Muntanyisme i Esquí, Lluís de Quadras fou designat el 1940 per a exercir com a president del Centre Excursionista de Catalunya, substituint a Josep Maria Blanc i Romeu, un càrrec que ocupà durant dinou anys, fins que fou reemplaçat per Albert Mosella i Comas. Era cosí del baró de Quadras i germà del comte de Sant Llorenç del Munt, cavaller de l'Orde del Sant Sepulcre de Jerusalem.